# Đông Cung Đồ
Đông Khuyết Đồ (Hangul: 동궐도, tạm dịch: Bản đồ Cung điện phía Đông) là một bức tranh khổng lồ được các họa sĩ Hàn Quốc vẽ vào đầu thế kỷ 19 thể hiện hai cung điện lớn trong Ngũ cung là Xương Đức cung và Xương Khánh cung dưới thời nhà Triều Tiên. "Đông Khuyết" là tên thường gọi của Xương Đức cung vì nơi này nằm phía đông của cung điện chính là Cảnh Phúc Cung. Tuy nhiên vẫn có cả Xương Khánh cung trong bức địa đồ này.

## Mô tả
Bức tranh cho ta cái nhìn toàn cảnh từ trên cao xuống để bao quát hết toàn bộ lâu đài, thành quách, cầu và thậm chí là đá, cây cối trong hai cung điện cùng toàn bộ tên của chúng. Các chi tiết được vẽ cực kì tỉ mỉ bằng màu trên lụa, sử dụng cả kĩ thuật vẽ của phương Đông và phương Tây. Bức tranh được trải ra trên 16 tấm gỗ theo lối bình phong.

## Đánh giá
Bức tranh được Bảo tàng Quốc gia Hàn Quốc xếp vào danh sách quốc bảo (thứ 249). Đây là một tác phẩm cực kỳ giá trị trong nghiên cứu cũng như bảo tồn và phục dựng sau này, đồng thời cung cấp tư liệu chân thực về thời kỳ huy hoàng của nhà Triều Tiên.

## Gallery

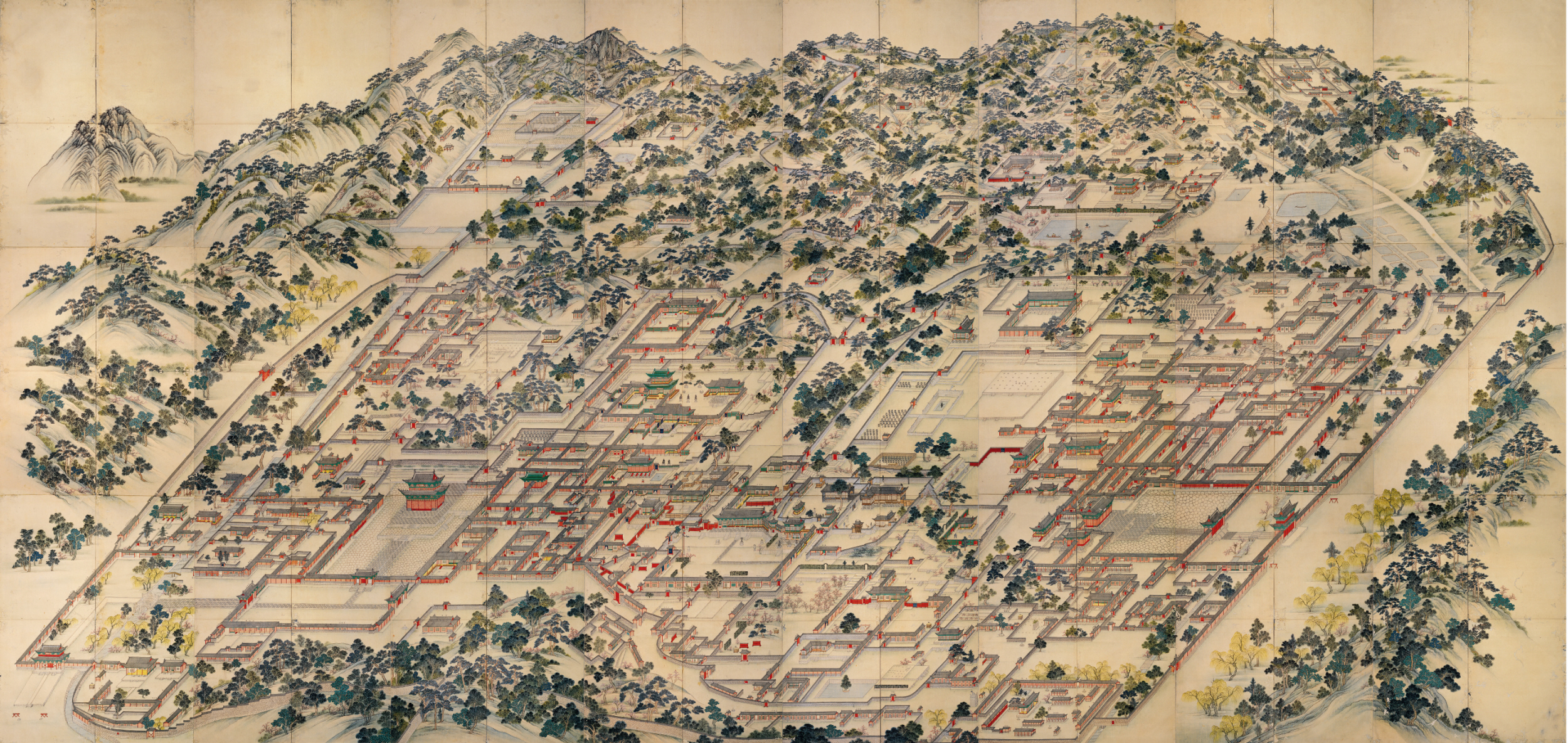
Phiên bản của Bảo tàng Đại học quốc gia Hàn Quốc
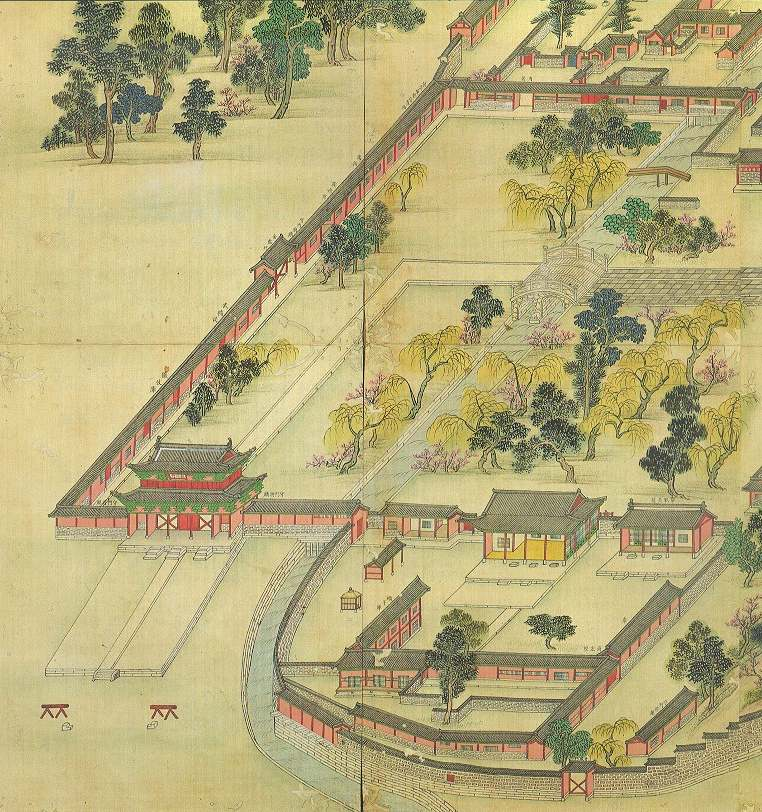
Đôn Hóa Môn, một trong những cổng chính của Changdeokgung và lân cận.
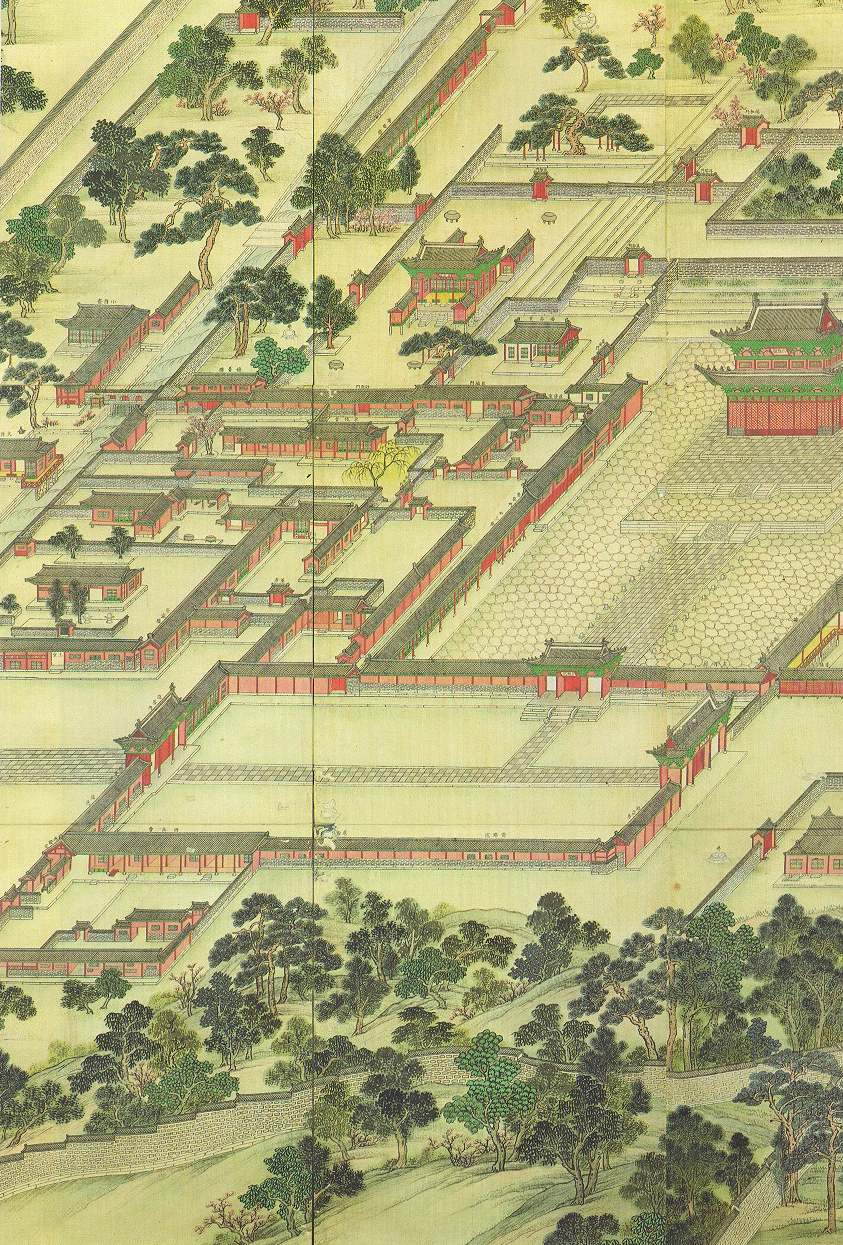
Jinseonmun, một cổng bên trong của Changdeokgung.
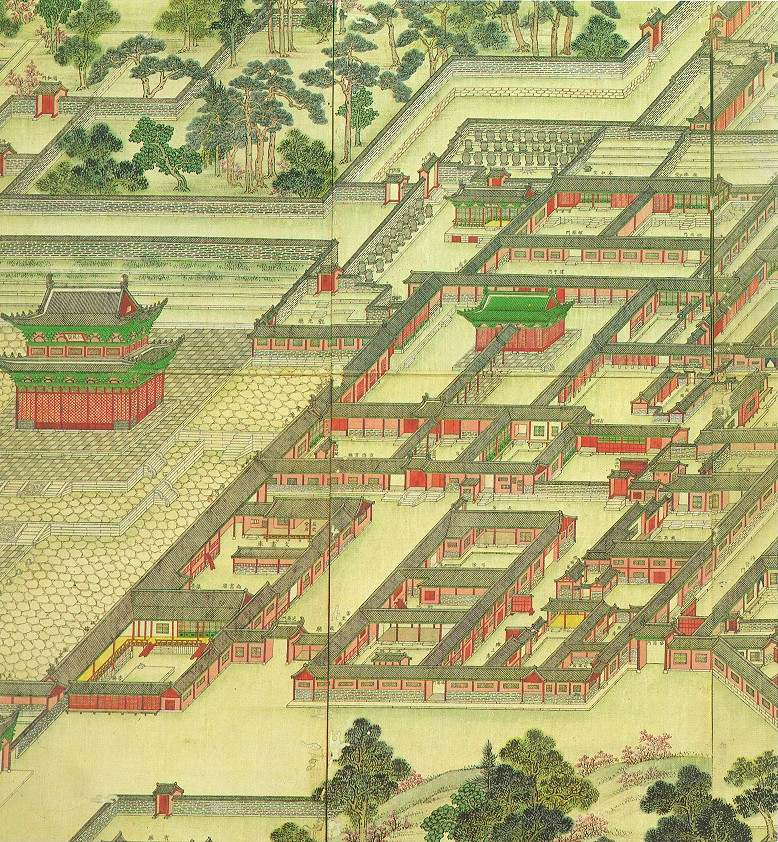
Tuyên Chính Điện và vùng lân cận ở Changdeokgung